# Cruz de amor
Cruz de amor fue una telenovela mexicana producida por Valentín Pimstein para Telesistema Mexicano (hoy Televisa) en 1968, protagonizada por Silvia Derbez y Jorge Lavat.
Está basada en la radionovela del mismo nombre escrita por Manuel Canseco Noriega en 1956.

## Sinopsis
Doña Cruz es una humilde viuda que trabaja muy duro como una sirvienta y se sacrifica para dar una mejor vida a su hija a quien adora: Marisol. Marisol es una chica presumida y tonta que no aprecia estos sacrificios, pero se avergüenza de sus orígenes. En el colegio se hace únicos amigos con los estudiantes de la alta sociedad y se inventa que ella es hija de un diplomático. Marisol se reúne, se enamora y se casa con un millonario Marcos Belmar, pero le pide a su madre a pasar por la niñera después de la muerte de sus padres. Amar a su hija tanto, que Doña Cruz acepta. A continuación, Marisol muere de un ataque al corazón. Doña Cruz permanece allí para criar a sus nietos. Después del nuevo matrimonio de Marcos, la nueva esposa no le gustan sus hijastros y Doña Cruz. La vida de Doña Cruz se vuelve más y más difícil.

## Elenco
- Silvia Derbez como Cruz Aguirre.
- Jorge Lavat como Marcos de los Monteros.
- Lupita Lara como Marisol Aguirre/Claudia.
- María Teresa Rivas como Doña Delfina de los Monteros.
- Alicia Rodríguez como Inés de los Monteros.
- José Roberto Hill como Ismael Aguirre.
- Daniel "El Chino" Herrera como Tito.
- Olivia Michel
- Armando Arriola
- Arcadio Gamboa
- Roberto González
- Jorge Castillo

## Versión cinematográfica
- En 1970 se llevó la historia a la pantalla grande con el mismo nombre, dirigida por Federico Curiel y protagonizada también por Silvia Derbez en el rol principal, acompañada de Irma Lozano como su hija Marisol, María Douglas como doña Delfina, Alicia Bonet como Inés y Julio Alemán como Marcos.